# Résolution 1464 du Conseil de sécurité des Nations unies
Membres permanents
- Chine
- États-Unis
- France
- Royaume-Uni
- Russie

Membres non permanents
- Allemagne
- Angola
- Bulgarie
- Chili
- Cameroun
- Espagne
- Guinée
- Mexique
- Pakistan
- Syrie

Résolution no 1463 Résolution no 1465
La résolution 1464 du Conseil de sécurité des Nations Unies, adoptée à l'unanimité le 4 février 2003, après avoir réaffirmé son attachement à la souveraineté, à l'intégrité territoriale et à l'unité de la Côte d'Ivoire, a appelé à la mise en œuvre de l'accord de paix signé à Linas-Marcoussis pour mettre fin à la guerre civile dans le pays.

## Résolution

### Préambule
Le Conseil de sécurité a commencé par rappeler l'importance des principes du bon voisinage, de la non-ingérence et de la coopération régionale. Il a pris note de la décision de la Communauté économique des États de l'Afrique de l'Ouest (CEDEAO) de déployer une force de maintien de la paix en Côte d'Ivoire (« casques blancs ») et a soutenu ses efforts visant à promouvoir un règlement pacifique du conflit. Des défis subsistaient dans le pays et le Conseil a déterminé que la situation constituait une menace pour la paix et la stabilité internationales dans la région.

### Dispositif
L'accord signé à Linas-Marcoussis en janvier 2003 par les parties ivoiriennes a été entériné par le Conseil ainsi que ses dispositions relatives à la mise en place d'un gouvernement de réconciliation nationale et d'un comité de suivi. Le secrétaire général Kofi Annan a été invité à faire des recommandations sur la manière dont les Nations Unies pourraient soutenir la mise en œuvre de l'accord. La résolution prévoit également de nommer un Représentant spécial pour la Côte d'Ivoire basé dans l'ancienne capitale, Abidjan.
La résolution condamne les violations des droits de l'homme et du droit international humanitaire dans le pays depuis le 19 septembre 2002, date à laquelle le Mouvement patriotique de Côte d'Ivoire a pris le contrôle de la deuxième plus grande ville du pays, et salue le déploiement des forces de maintien de la paix de la CEDEAO et de la France. La résolution entérine ces actions qui précèdent son adoption, notamment le déploiement des forces françaises, entreprises conformément aux objectifs de la résolution et dans le respect de la Charte des Nations unies. Les forces ont été autorisées, en vertu des chapitres VII et VIII de la Charte, à prendre toutes les mesures nécessaires pour garantir leur liberté de mouvement et protéger les civils pendant six mois,. Elles étaient également tenus de rendre compte périodiquement de la mise en œuvre de leur mandat.
Enfin, tous les États voisins de la Côte d'Ivoire ont été appelés à soutenir le processus de paix dans le pays et à prévenir les actions susceptibles de porter atteinte à sa sécurité, telles que la prolifération des armes et les mouvements de groupes armés et des mercenaires.

## Voir également
- Guerre civile ivoirienne
- Opération Licorne